# ديفيد موراو فيريرا
ديفيد دي جيسوس موراو فيريرا (24 فبراير 1927 - 16 يونيو 1996)، هو كاتب وشاعر برتغالي، يُعد واحدا من أبرز شعراء البرتغال، ولد وتوفي في مدينة لشبونة.
طرق مجال الأدب وهو مايزال طالبا في كلية الآداب عام 1945م، حيث كتب مقالات نقدية ونظم الشعر، وبدأ يُعرف ويشتهر مع مطلع الخمسينيات من القرن العشرين، إذ تُرجمت مؤلفاته إلى لغات عدة، وحصل على العديد من الجوائز، ويأتي عمله «طيور النورس فوق الجزيرة» و «الفصول الأربعة» في مقدمة أشهر أعماله.
في عام 2005، أشاد مجلس مدينة لشبونة بالكاتب من خلال تسمية شارع في حي «ألتو دو لوميار» باسمه.

## وفاته
توفي بمدينة لشبونة في 16 يونيو 1996 بعد صراع طويل مع مرض السرطان عن عمر ناهز 69 عاما.

## روابط خارجية
صور وبعض القصائد
- GeneAll.net ديفيد دي جيسوس موراو فيريرا
- Centro Studi Lusofoni – كاتيدرا ديفيد موراو فيريرا